# Bistum Raigarh
Das Bistum Raigarh (lat.: Dioecesis Raigarhensis) ist eine römisch-katholische Diözese in Indien. Es ist eine Suffragandiözese des Erzbistums Raipur.

## Geschichte
Ursprünglich wurde das Bistum unter dem Namen Raigarh-Ambikapur am 13. Dezember 1951 aus Gebietsteilen der Bistümer Nagpur und Ranchi errichtet und dem Erzbistum Bhopal als Suffragandiöze unterstellt. Erster Bischof wurde der Jesuit Oscar Sevrin. 
November 1977 wurde das Bistum dann in die Bistümer Raigarh und Ambikapur aufgeteilt. Nachdem das Bistum Raipur 2004 zum Erzbistum erhoben wurde, wurde das Bistum Raigarh eines der Suffragandiözen dieses neuen Erzbistums. März 2006 verlor das Bistum einen Teil seines Gebietes, als daraus das Bistum Jashpur errichtet wurde.

## Bischöfe von Raigarh
- Oscar Sevrin S.J. (1951–1957)
- Stanislaus Tigga (1957–1970)
- Francis Ekka (1971–1984)
- Victor Kindo (1985–2006)
- Paul Toppo (seit 2006)